# Mario (voornaam)
Mario is een jongensnaam. Het is de Zuid-Europese vorm van Marius.

## Bekende naamdragers
- Mario Aburto
- Mario Aerts
- Mario Andretti
- Mario Balotelli
- Mario Basler
- Mario Beccia
- Mario Been
- Mario Cantaluppi
- Mario Cipollini
- Mario Coll
- Mário Coluna
- Mario Danneels
- Mario Frick (voetballer)
- Mario Galindo
- Mario Gavranović
- Mario Gómez
- Mario Haas
- Mário Jardel
- Mario Kempes
- Mario Kummer
- Mario Lanza
- Mario Lemieux
- Mario Melchiot
- Mario Merz
- Mario Mola
- Mario Moya
- Mario Mutsch
- Mario Osbén
- Mario Pinedo
- Mario Puzo
- Mario Regueiro
- Mario Rodríguez Cobos
- Mario Scirea
- Mário Soares
- Mario Soto
- Mario Stanić
- Mario Vandenbogaerde
- Mário Zagallo

## Fictieve figuren
- Mario (Nintendo), personage uit de reeks computerspellen van Nintendo